# Grafmonument van Jan van 's Gravenweert
Het grafmonument van Jan van 's Gravenweert op de oude begraafplaats in de Nederlandse plaats Oosterbeek is een 19e-eeuws grafmonument dat wordt beschermd als rijksmonument.

## Achtergrond
Mr. Jan van 's Gravenweert (Amsterdam, 1790 – Oosterbeek, 1870) was letterkundige en jurist. Hij werd in 1834 benoemd tot staatsraad. Van 's Gravenweert maakte diverse reizen naar het buitenland en publiceerde daarover. In 1844 vestigde hij zich in Oosterbeek. Hij was er onder meer gemeenteraadslid en wethouder. Van 's Gravenweert bleef ongehuwd. Het neoclassicistisch grafmonument werd in oktober 1870 opgericht, in opdracht van zijn knecht Jacobus de Graaff, die in 1875 in hetzelfde graf werd begraven.
Van 's Gravenweert werd begraven naast het graf van zijn vriend Jacob van Lennep.

## Beschrijving
Het grafmonument is het enige gietijzeren monument op de begraafplaats. De opstand bestaat van onder naar boven uit een rechte voet, een sokkel, een blokvormige romp en ten slotte een hoofdgestel bekroond door een olielamp. Teksten op de romp vermelden aan voor- en achterzijde de naam en data en plaats van geboorte en overlijden van Van 's Gravenweert. Op de zijkanten zijn is in reliëf grafsymboliek afgebeeld, met aan de ene zijde twee gekruiste, omgekeerde fakkels en aan de andere zijde de ouroboros. 
Het graf wordt omgeven door een bakstenen plint, waarop een ijzeren spijlenhek is geplaatst.

## Waardering
Het grafmonument werd in 2001 in het Monumentenregister opgenomen, het is onder meer "Van architectuur- en kunsthistorische waarde als voorbeeld van een waardig doch bescheiden neoclassicistisch grafmonument voor een lid van de aristocratie in de tweede helft van de negentiende eeuw. Het grafmonument is tevens van belang is vanwege het bijzondere materiaalgebruik. De uitvoering in gietijzer in deze vorm is relatief zeldzaam." Het is bovendien "Van cultuurhistorische waarde als herinnering aan de dichter en staatsraad Jan van 's-Gravenweert. Tevens van belang als uitdrukking van de funeraire cultuur in de tweede helft van de negentiende eeuw."